# زاوية سيدي شيحة

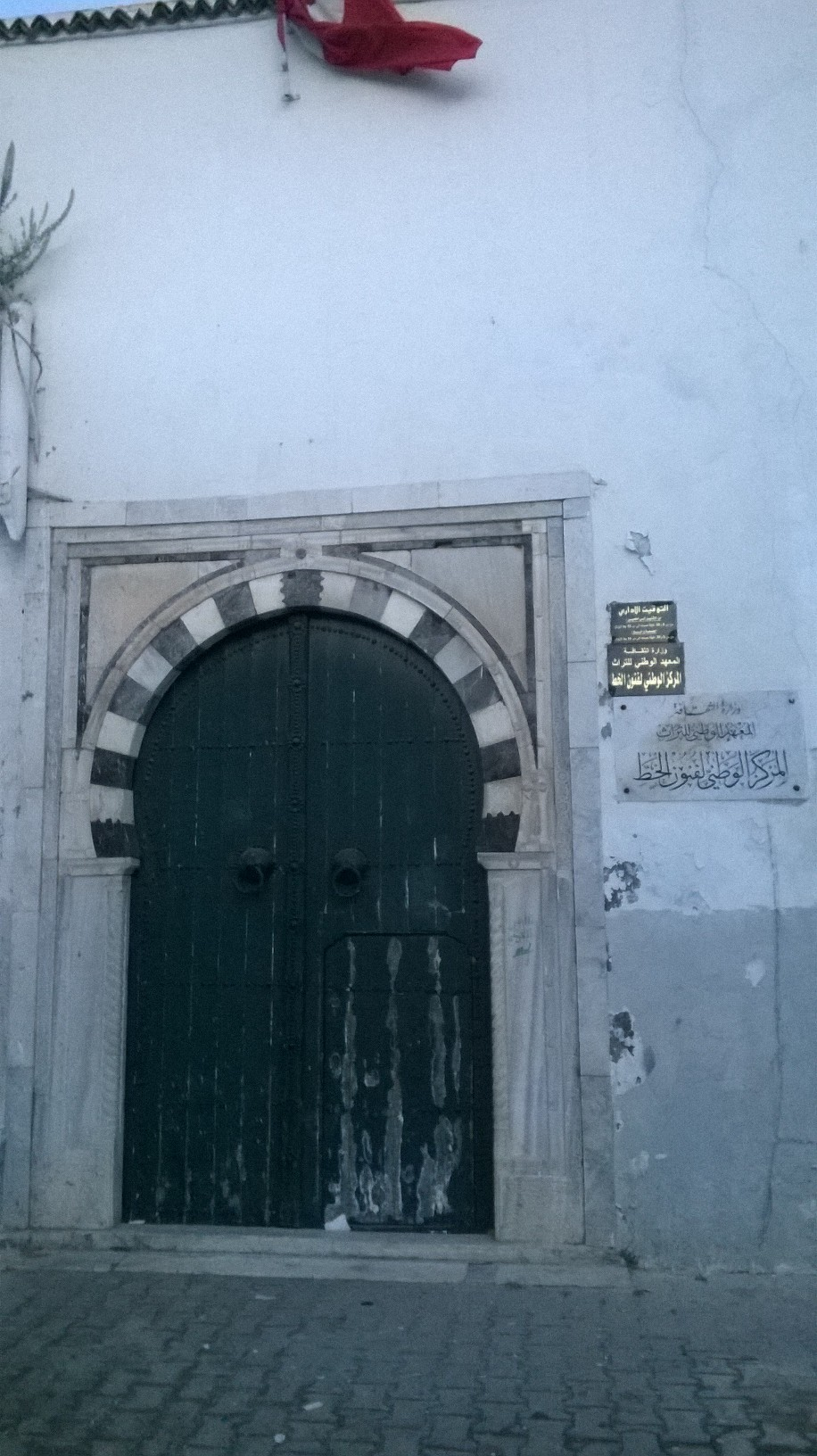
المركز الوطني لفنون الخط

زاوية سيدي شيحة هي زاوية من زوايا مدينة تونس العتيقة، كانت مخصّصة لإقامة طقوس الطريقة العيساوية وأصبحت منذ سنة 1995 تأوي المركز الوطني لفنون الخط.

## الموقع
تقع الزّاوية بالحلفاوين، نهج السّلام عدد 8.

## التّسمية
سُمّيت بذلك نسبة إلى  الولي الصالح أبو الفضل قاسم الفاسي.

## التّاريخ
تمّ تشييد هذه الزاوية سنة 1274 هجري الموافق لسنة 1852 ميلادي من قبل الوزير مصطفى خزندار المنتمي للطريقة العيساوية، والذي وهبها للشّيخ أبو الفضل قاسم الفاسي وقد دُفن فيها منذ سنة 1854 ميلادي.

## الهندسة المعمارية
يؤدّي مدخل الزّاوية المغطّى بقبّة مسطحة تٌعرف باسم ظهر السلحفاة إلى سقيفة تنفتح على الفناء الدّاخلي مستطيل الشّكل و مكسو بمربعات من الزليج. تكمن القيمة المعمارية للزاوية في القاعة الكبرى التي تضمّ أضرحة سيدي علي شيحة وأقربائه والتي تغطّيها قبة ضخمة بيضاوية الشّكل بها أربع قباب على جوانبها.